# 詹姆斯敦 (北达科他州)
詹姆斯敦（英語：Jamestown），是美国北达科他州下属的一座城市。根据2010年美国人口普查，该市有人口15,427人。2011年估计该市有人口15,400人，相对于2010年，增长率为0.18%。